# José Gregorio Monagas
Pour les articles homonymes, voir Monagas.
José Gregorio Monagas (né à Barcelona de Aragua le 4 mai 1795 et mort à Maracaibo le 15 juillet 1858) est un militaire et homme d'État vénézuélien, héros de l'indépendance du pays et 10e président de la république du Venezuela du 5 février 1851 au 20 janvier 1855.
Il est enterré au Panthéon national du Venezuela.
Il est le fils de l'ancien président José Tadeo Monagas et le frère de José Ruperto Monagas, qui fut également président. Les deux frères étaient des figues du parti libéral. José Ruperto Monagas abolit l'esclavage en faisant voter la loi du 24 mars 1854, tandis que son frère José Tadeo Monagas abolit la peine de mort.